# Tenodera
Tenodera (лат.) — род насекомых из семейства настоящих богомолов (Mantidae). Виды этого рода встречаются в основном в Африке, Азии и Австралии, а также в Северной Америке.

## Описание
В частности, богомолов этого рода можно идентифицировать по их средним и задним бедра, на которых есть апикальный шип.

## Род
Род включает следующие виды:
1. Tenodera acuticauda (Yang, 1997)
2. Tenodera angustipennis (Saussure, 1869)
3. Tenodera aridifolia (Stoll, 1813)
4. Tenodera australasiae (Leach, 1814)
5. Tenodera caudafissilis (Wang, 1992)
6. Tenodera chloreudeta (Burmeister, 1838)
7. Tenodera costalis (Blanchard, 1853)
8. Tenodera fasciata (Olivier, 1792)
9. Tenodera intermedia (Saussure, 1870)
10. Tenodera iringana (Giglio-Tos, 1912)
11. Tenodera parasinensis (Otte & Spearman, 2004)
12. Tenodera philippina (Beier, 1929)
13. Tenodera rungsi (Uvarov, 1935)
14. Tenodera sinensis (Saussure, 1871)
15. Tenodera stotzneri (Werner, 1929)
16. Tenodera superstitiosa (Fabricius, 1781)